# Pedicularis moupinensis
Pedicularis moupinensis är en snyltrotsväxtart som beskrevs av Adrien René Franchet. Pedicularis moupinensis ingår i släktet spiror, och familjen snyltrotsväxter. Inga underarter finns listade i Catalogue of Life.